# Atherinoidei
De Atherinoidei zijn een onderorde van straalvinnige beenvissen binnen de orde Atheriniformes, bestaande uit zes families, met voornamelijk een verspreiding in de Oude Wereld, hoewel een paar soorten worden gevonden in de westelijke Atlantische Oceaan.

## Families
- Familie Isonidae Rosen, 1964
- Familie Melanotaeniidae Gill, 1894
  - Onderfamilie Bedotiinae Jordan & Hubbs, 1919
  - Onderfamilie Melanotaeniinae Gill, 1894
  - Onderfamilie Pseudomugilinae Kner, 1867
  - Onderfamilie Telmatherininae Munro, 1958
- Familie Atherionidae Schultz, 1948
- Familie Dentatherinidae Patten & Ivantsoff 1983
- Familie Phallostethidae Regan 1916
  - Onderfamilie Phallostethinae Regan, 1916
  - Onderfamilie Gulaphallinae Herre, 1925
- Familie Atherinidae Risso, 1827
  - Onderfamilie Atherinomorinae Dyer & Chernoff, 1996
  - Onderfamilie Craterocephalinae Dyer & Chernoff, 1966
  - Onderfamilie Bleheratherinae Aarn & Ivantsoff, 2009
  - Onderfamilie Atherininae Risso, 1827